# Pie de la Cuesta
Pie de la Cuesta es una colonia que forma parte del área conurbada de Acapulco, en las costas del Estado de Guerrero. Se localiza a 10 km al noroeste de dicho puerto, en una barra que separa a la Laguna de Coyuca con el océano Pacífico.
Es famosa internacionalmente por sus puestas de sol y su playa de fuerte oleaje. Además de contar con una extensa franja de playa, el lugar es muy visitado por ser uno de los accesos turísticos hacia la Laguna de Coyuca.

## Historia
Pinturas rupestres de 1200 a. C. y petroglifos han sido descubiertos. Indican la presencia temprana de los asentamientos de pesca, la agricultura y la caza como actividad secundaria.
En la década de 1970, cuando José López Portillo era presidente, la Policía Judicial de Guerrero habría asesinado al menos a 143 presuntos guerrilleros del Partido de los Pobres, en la base militar. Sus cuerpos fueron arrojados en el Pacífico por un Arava IAI del Escuadrón Aéreo 301 de cola número 2005.[cita requerida]

## Descripción
La flora y fauna de la laguna es extensa en manglares, aves, mamíferos y varios tipos de reptiles. Los deportes acuáticos son unas de las principales actividades que se practican en la Laguna de Coyuca, siendo el esquí acuático el más común. Entre otras actividades que se pueden realizar en el área son la de montar a caballo en la playa, paseos en kayak, velero y recorridos por la Laguna de Coyuca, en donde son comunes los paseos a la isla Montosa.
Por el lado del mar como de la laguna, se encuentran una gran variedad de restaurantes que ofrecen la gastronomía típica del lugar. Los habitantes de Pie de la Cuesta se dedican a la agricultura, pesca, turismo, ganadería, comercio, entretenimiento, deportes y artesanías. En la zona se localiza la Base Aérea n.º 7 León González Pie de la Cuesta de la Fuerza Aérea Mexicana (FAM).